# توم راسيل
توم راسيل (بالإنجليزية: Tom Russell)‏ (23 نوفمبر 1909 في المملكة المتحدة - 1 فبراير 1975) هو لاعب كرة قدم بريطاني في مركز الظهير. لعب مع نيوكاسل يونايتد.